# Geranomyia picturella
Geranomyia picturella är en tvåvingeart som först beskrevs av Alexander 1978.  Geranomyia picturella ingår i släktet Geranomyia och familjen småharkrankar.
Artens utbredningsområde är Bolivia. Inga underarter finns listade i Catalogue of Life.